# Ісаак Шехтер
Ісаак Шехтер (також Іцхак Алоні, пол. Izaak Schächter, 5 квітня 1905, Бучач, тепер Україна — 1985) — польський та ізраїльський шахіст. Один із провідних шахістів Львова 1930-х років, чемпіон міста 1936 і 1939. Після Другої світової війни виступав за Ізраїль. Триразовий чемпіон Ізраїля (1945, 1961 і 1965).

## Біографія
У 1930-х роках Шехтера вважали одним із провідних шахістів Львова — гравець 4 рази ставав віцечемпіоном Львова (1931, 1932, 1933 і 1938), поступаючись Генрикові Фрідману та двічі — чемпіоном (1936 і 1939).
Успішні виступи на турнірах:
- Лодзь (1935) — 2—5-те місця
- Ченстохова (1936) — 2—3-те (з Едвардом Ґерстенфельдом)
- Краків (1938) — 1-ше місце

Брав участь у двох чемпіонатах Польщі:
- 1935, Варшава — 7-ме місце
- 1937, Юрата — 19-те місце

Був у команді Львівської округи на 2-му командному чемпіонаті Польщі в Катовицях (1934). У 1937 році був редактором двотижневика «Przegląd Szachowy» — органа Львівського окружного шахового союзу. У 1940 році взяв участь у чемпіонаті Західної України, де посів 8-е місце.
Після початку радянсько-німецької війни евакуйований до Казахстану. 15 вересня 1941 року призваний до польської армії під керівництвом Владислава Андерса, яка згодом була евакуйована до Ірану. Виїхав до Палестини, змінивши прізвище на «Алоні». Після Другої світової війни виступав за Ізраїль, зокрема на шахових олімпіадах у 1952, 1954, 1956, 1958, 1960 і 1962 роках. Триразовий чемпіон Ізраїля (1945, 1961 і 1965).